# The Flight of the Gossamer Condor
The Flight of the Gossamer Condor é um filme-documentário em curta-metragem estadunidense de 1978 dirigido e escrito por Ben Shedd. Venceu o Oscar de melhor documentário de curta-metragem na edição de 1979.

## Elenco
- Bryan Allen